# Harm van Sleen
Harm van Sleen (Meppel, 1 december 1890 – Rotterdam, 13 oktober 1958) was een Nederlands politicus van de SDAP en later de PvdA.
Hij werd geboren als zoon van Lucas van Sleen (1863-1898; koopman) en Johanna Vierogen (1866-1958). Hij ging naar de normaalschool in zijn geboorteplaats en werd in 1909 onderwijzer bij een lagere school in Gasselternijveenschemond. Drie jaar later behaalde hij z'n hoofdakte en vanaf 1914 was hij onderwijzer in Zuid-Holland; eerste een jaar in Vlaardingen en daarna in Rotterdam. Van 1930 tot 1937 was Van Sleen in Rotterdam hoofd van de 5e buitengewone school voor zwakzinnigen. Daarnaast was hij vanaf 1927 lid van de Provinciale Staten van Zuid-Holland. In 1937 werd Van Sleen Tweede Kamerlid en vanaf 1947 was hij bovendien de burgemeester van Brielle. Als burgemeester ging hij in januari 1956 met pensioen maar hij bleef lid van de Tweede Kamer tot hij in 1958 op 67-jarige leeftijd overleed.
- Biografisch Portaal: 01687054
- Parlement.com: vg09ll8l3gyn